# Dipterocarpus perakensis
Espèce
Classification phylogénétique
Statut de conservation UICN

 EN  : En danger
Dipterocarpus  perakensis est un grand arbre sempervirent de la Péninsule Malaise, appartenant à la famille des Diptérocarpacées.

## Répartition
Très localisé aux forêts côtières de la Péninsule Malaise.

## Préservation
En danger critique d'extinction du fait de la déforestation.